# Kwon Jong-u
Kwon Jong-u (* 12. dubna 1981) je bývalý korejský zápasník–judista.

## Sportovní kariéra
Připravoval se na univerzitě Hanjang v Soulu. V jihokorejské reprezentaci se pohyboval od roku 2000. V roce 2004 uspěl při korejské olympijské nominaci na olympijské hry v Athénách. Ve čtvrtfinále svedl vyrovnanou bitvu s Iliasem Iliadisem z Řecka, kterého dvakrát hodil katagurumou na wazari a yuko. Závěr zápasu však fyzicky nezvládl, nechal Iliadise srovnat a v prodloužení za vyrovnaného stavu obdržel třetí šido za pasivitu. Obsadil 7. místo. Po olympijských hrách v Athénách se přestal v polostřední váze prosazovat a v roce 2008 nebyl nominován na olympijské hry v Pekingu. Od roku 2009 přešel do střední váhové kategorie do 90 kg, kde se výrazněji neprosadil. Sportovní kariéru ukončil v roce 2012.

### Vítězství
- 2003 - 2x světový pohár (Budapešť, Čedžu)
- 2007 - 1x světový pohár (Hamburk)
- 2009 - 1x světový pohár (Suwon)
- 2010 - 1x světový pohár (Ulánbátar)

## Výsledky
| Turnaj            | 2000             | 2001             | 2002             | 2003             | 2004             | 2005             | 2006             | 2007             | 2008             | 2009    | 2010    |
| Turnaj            | 19               | 20               | 21               | 22               | 23               | 24               | 25               | 26               | 27               | 28      | 29      |
| Turnaj            | polostřední váha | polostřední váha | polostřední váha | polostřední váha | polostřední váha | polostřední váha | polostřední váha | polostřední váha | polostřední váha | střední | střední |
| ----------------- | ---------------- | ---------------- | ---------------- | ---------------- | ---------------- | ---------------- | ---------------- | ---------------- | ---------------- | ------- | ------- |
| Olympijské hry    | —                |                  |                  |                  | 7.               |                  |                  |                  | —                |         |         |
| Mistrovství světa |                  | —                |                  | —                |                  | —                |                  | 7.               |                  | —       | úč.     |
| Asijské hry       |                  |                  | —                |                  |                  |                  | úč.              |                  |                  |         | —       |
| Mistrovství Asie  | —                | —                |                  | 2.               | 3.               | —                |                  | 1.               | —                | 5.      |         |
| Univerziáda       |                  | 1.               |                  | 1.               |                  |                  |                  | —                |                  | —       |         |
| Akademické MS     | —                |                  | —                |                  | 1.               |                  | —                |                  |                  |         |         |
| MS juniorů        | 3.               |                  |                  |                  |                  |                  |                  |                  |                  |         |         |